# Rob Lee
Robert "Rob" Martin Lee (Londres, Inglaterra, 1 de febrero de 1966) es un 
exfutbolista inglés, se desempeñaba como centrocampista y se retiró en 2006. Actualmente ejerce de comentarista en la televisión de Singapur.

## Clubes
| Club              | País       | Año         | Partidos | Goles |
| Charlton Athletic | Inglaterra | 1983 - 1992 | 298      | 59    |
| Newcastle United  | Inglaterra | 1992 - 2002 | 303      | 44    |
| Derby County      | Inglaterra | 2003 - 2004 | 16       | 0     |
| Oldham Athletic   | Inglaterra | 2004        | 0        | 0     |
| Wycombe Wanderers | Inglaterra | 2005 - 2006 | 38       | 0     |

## Palmarés
Newcastle United FC
- FA Premier League: 1992-93

- Datos: Q465004
- Multimedia: Rob Lee / Q465004